# 데페록사민
데페록사민(DFOA)은 데스페리옥사민으로도 알려져 있으며 데스페랄이라는 상표명으로 판매되고 있으며 철과 알루미늄을 결합시키는 약물이다. 특히 철분 과다 복용, 여러 번의 수혈 또는 근본적인 유전 상태로 인한 혈색소침착증, 투석 환자의 알루미늄 독성에 사용된다. 근육, 정맥 또는 피하 주사(皮下注射)하여 사용한다.
일반적인 부작용으로는 주사 부위의 통증, 설사, 구토, 발열, 청력 상실, 안구 문제 등이 있다. 아나필락시스 및 저혈압을 포함한 심각한 알레르기 반응이 발생할 수 있다. 임신 중이나 모유 수유 중에 사용하는 것이 아기에게 안전한지는 확실하지 않다. 데페록사민은 박테리아 스트렙토미세스 필로수스(Streptomyces pilosus)의 사이드로포어이다.
데페록사민은 1968년 미국에서 의료용으로 승인되었다. 세계보건기구의 필수 의약품 목록에 나열되어 있다.